# Microsoft Windows XP
Windows XP („eXPerience“, englisch für Erlebnis, Erfahrung) ist ein Betriebssystem von Microsoft. Es basiert auf dem Windows-NT-Kernel und ist der technische Nachfolger von Windows 2000 und der Vorgänger von Windows Vista. Das interne Versionskürzel lautet Windows NT 5.1 und der interne Codename in der Entwicklungsphase war Whistler. Windows XP kam am 25. Oktober 2001 auf den Markt. Es löste Windows Me der MS-DOS-Linie in der Version „Home Edition“ als Produkt für Heimanwender und Privatnutzer ab. Der offizielle Support und somit die Bereitstellung von Sicherheitsupdates endete am 8. April 2014.

## Systemvoraussetzungen
Die Mindestvoraussetzungen zur Installation von Windows XP:
- Prozessor: mindestens ein Pentium-Prozessor mit 233 MHz, für die 64-bit-Version ein Itanium-Prozessor.
- Arbeitsspeicher: Ab 64 MByte RAM, für einen flüssigen Betrieb mindestens 128 MByte, für 64 bit das Doppelte
- Grafikkarte: mindestens mit 800×600 Pixeln

## Geschichte
Ursprünglich plante Microsoft noch, Windows 2000 in zwei Richtungen weiterzuentwickeln: zum einen Neptune, welches als Nachfolger von Millennium hauptsächlich Endverbraucher ansprechen sollte und für welches die Funktionen vorgesehen waren, die architekturbedingt nicht in Millennium implementiert werden konnten, und zum anderen Odyssey, welches für Firmenkunden bestimmt war. Eine Vorversion von Neptune erreichte am 27. Dezember 1999 die Betatester, doch schlussendlich gab Microsoft die Pläne auf.
Am 21. Januar 2000 erreichte die Presse die Meldung, dass die Projekte Neptune und Odyssey zusammengelegt würden. Das so entstandene Projekt erhielt den neuen Codenamen Whistler. Auf der WinHEC im April 2000 stellte Microsoft das neue Betriebssystem erstmals vor und kündigte bereits einige neue Funktionen für das Betriebssystem an, etwa die Möglichkeit, ohne Abmeldung zwischen verschiedenen Benutzerkonten zu wechseln. Whistler sollte außerdem modular sein, so dass es auch auf kleinen Mobilgeräten lauffähig sein sollte.
Auf der Professional Developers Conference im Juli 2000 kündigte Microsoft die Veröffentlichung von Whistler für die zweite Jahreshälfte von 2001 an. Am 13. Juli erschien die erste Vorversion von Whistler, die bereits die neue Design-Funktion der Benutzeroberfläche demonstrierte. Die hier verwendete und zunächst für das Endprodukt vorgesehene Benutzeroberfläche, zunächst Professional und später Watercolor genannt, gab Microsoft erst im Februar 2001 zugunsten von Luna auf. Am 24. August folgte eine zweite Vorversion, die das neue Startmenü demonstrierte und erstmals die Windows-Firewall enthielt. Während sich der erste Betatest, der ursprünglich für September vorgesehen war, immer weiter nach hinten verschob, kam am 3. Oktober die nächste Vorversion heraus, die jedoch lediglich kleinere Verbesserungen enthielt. Erst die zwei Wochen später folgende Vorversion zeigte eine neu gestaltete Installationsroutine sowie ein neues Hilfesystem.
Am 31. Oktober 2000 startete schließlich der Betatest von Whistler. Auf der darauffolgenden COMDEX stellte Microsoft den Tablet PC vor, der mit einer speziell angepassten Version von Whistler erscheinen sollte. Am 18. Dezember kündigte Microsoft mit Whistler Embedded das neue Betriebssystem der Embedded-Reihe an, das Windows NT 4.0 Embedded ablösen sollte.
Die am 4. Januar 2001 ausgelieferte Vorversion beinhaltete erstmals die Produktaktivierung. Mit einem Beispiel-Design demonstrierte Microsoft das Wechseln des Designs im laufenden Betrieb, das Unternehmen hielt aber an der Meinung fest, dass es für Endverbraucher keine Möglichkeit geben werde, ein eigenes Design zu kreieren. Am 16. Januar folgte bereits die nächste Vorversion und am 23. Januar schließlich eine weitere Vorversion.
Am 13. Februar stellte Microsoft erstmals die neue Benutzeroberfläche Luna vor, gleichzeitig gab es den endgültigen Namen für das Produkt bekannt, Windows XP. Die zeitgleich veröffentlichte Vorversion enthielt bereits diese Neuerungen. Nach heftiger Kritik an der neuen Benutzeroberfläche besserte Microsoft vereinzelt nach und reduzierte unter anderem die Größe der Symbole in der Schaltflächenleiste. Nach zahlreichen Verzögerungen und mehreren Vorversionen startete der zweite Betatest schließlich am 26. März mit einer offiziellen Ankündigung auf der WinHEC. Große Kritik erhielt Microsoft für die Entscheidung, Unterstützung für USB 2.0 nicht mit Windows XP auszuliefern, an der das Unternehmen dennoch festhielt. Die Entwicklung der Server-Version nahm ihren eigenen Verlauf und am 30. April nannte Microsoft die Server-Version provisorisch Windows 2002.
Am 5. Mai 2001 erschien eine weitere Vorversion. Neu war eine Sicherheitsfunktion, die bei Benutzerkonten mit einem leeren Passwort lediglich die lokale Anmeldung ermöglicht und unter anderem eine Anmeldung über das Netzwerk in solchen Fällen sperrt. Am 24. Mai erschien die letzte Version, die neue Funktionen implementierte; die nachfolgenden Versionen konzentrierten sich auf die Behebung von Programmfehlern. Pläne, Windows XP mit AOL zu bündeln, zerschlugen sich im Juni, stattdessen kündigte Microsoft den Windows Messenger offiziell an. Ebenso plante Microsoft, dass die Home Edition nur einen Monitor unterstützten sollte, auch das änderte sich.
Mit der am 21. Juni veröffentlichte Vorversion band Microsoft das Betriebssystem stärker an das Microsoft-Passport-System an. Am 2. Juli 2001 eröffnete Microsoft die Release-Candidate-Phase. Der endgültige Veröffentlichungstermin wurde auf den 25. Oktober festgesetzt. Aufgrund eines Urteils eines US-Gerichts musste Microsoft entgegen ursprünglichen Plänen Erstausrüstern (englisch Original Equipment Manufacturer, OEM) erlauben, eigene Icons auf dem Desktop zu platzieren; ebenso können diese den Internet Explorer und Outlook Express aus dem Startmenü entfernen und der Internet Explorer konnte in der Systemsteuerung deinstalliert werden, wenngleich das lediglich verschiedene Icons entfernte, den IE-Kern allerdings im Betriebssystem beließ. Ebenso fuhr Microsoft die Beschränkungen bei der Produktaktivierung drastisch zurück.
Am 27. Juli erschien der zweite Release Candidate. Durch eine neue Gerichtsentscheidung versuchte AOL nun, Erstausrüster dazu zu bringen, Windows XP trotz der zuvor gescheiterten Verhandlungen ausschließlich mit AOL auszuliefern. Microsoft konterte mit der Pflicht, einen Link zum Microsoft-Network-Dienst auf dem Desktop zu platzieren, falls Erstausrüster eigene Icons dort platzieren wollen. Am 24. August 2001 erreichte Windows XP schließlich den RTM-Status, und am 25. Oktober 2001 erschien das Betriebssystem wie geplant im Handel.

## Neuerungen
Mit Windows XP wollte Microsoft die Benutzerfreundlichkeit des Betriebssystems erhöhen. Im Gegensatz zu älteren Heimanwender-Betriebssystemen von Microsoft basiert Windows XP auf einem Windows-NT-Kernel. Dieser Wechsel sollte für eine verbesserte Stabilität sorgen. Zudem wurde Augenmerk auf die Verbesserung der Sicherheit gelegt.
Die mit einem [M 1] gekennzeichneten Elemente waren bereits unter Windows ME verfügbar, nicht jedoch unter Windows 2000.

### Benutzeroberfläche Luna
Die für Benutzer auffälligste Neuheit in Windows XP ist die Benutzeroberfläche „Luna“, die im Auslieferungszustand eine buntere und verspieltere Desktop-Oberfläche bietet als bei älteren Windowsversionen; wahlweise steht auch eine leicht modifizierte Version der Oberfläche aus Windows 2000 zur Verfügung („klassische Darstellung“). Die „Luna“-Oberfläche enthält auch den voreingestellten Bildschirmhintergrund „Grüne Idylle“, ein Bild einer grünen Wiese unter blauem Himmel. Sie weckte während und auch noch nach der Vertriebsperiode des Betriebssystems Assoziationen mit dem Szenenbild aus der Kinderfernsehserie Teletubbies.

### Erweiterung des Startmenüs
Das Startmenü wurde erweitert: So ist es in Windows XP in zwei statt bisher einer Spalte angeordnet. Während in der linken Spalte die zuletzt benutzten Programme angezeigt werden, bietet es rechts zusätzliche Einträge, etwa zum „Arbeitsplatz“ oder zu Benutzerordnern wie dem Ordner „Eigene Dateien“ oder „Eigene Musik“. Neu sind dort auch ein Link zu den eingerichteten „Netzwerkverbindungen“ sowie eine Schaltfläche zum Einstellen von „Programmzugriffen und -standards“.

### Ausbau der Funktionen des Windows-Explorers
Im Windows-Explorer wurden Funktionen zur Unterstützung von digitaler Fotografie eingebaut. So wird nun z. B. die Windows Bild- und Faxanzeige mitgeliefert, mit der gängige Bildformate geöffnet und rudimentär bearbeitet werden können. Auch ist die Bildanzeige als Bildschirmpräsentation ohne Zusatzsoftware möglich. Auch Musikdateien werden besser unterstützt: Die sogenannten ID3-Tags, die Informationen wie z. B. Interpret, Titel usw. in der Musikdatei speichern, werden im Explorer angezeigt und können über das Eigenschaftenmenü direkt bearbeitet werden. Der Explorer beinhaltet nun auch eine einfache Funktion zum Brennen von CDs. Software von Drittanbietern ist damit nicht mehr unbedingt notwendig. Auch kann der Explorer ZIP-komprimierte Dateien erstellen und verwalten.

### Systemwiederherstellung
Die Systemwiederherstellung ist eine Funktion, welche es dem Benutzer mit Hilfe sogenannter Wiederherstellungspunkte ermöglicht, das System in Hinsicht auf System- und Konfigurationsdateien in einen früheren Zustand zurückzuführen. Das soll vor allem bei fehlgeschlagenen Treiber- oder Software-Installationen weiterhelfen. Diese erstmals mit Windows ME eingeführte Technik wurde verbessert und mit Windows XP in die Windows-NT-Linie übernommen.

### Integration verschiedener Kompatibilitätsmodi für ältere Anwendungen
Windows XP enthält auch Kompatibilitätsoptionen für Anwendungen, die für ältere Windowsversionen geschrieben wurden. Diese Funktion wurde zwar bereits mit dem Service Pack 2 unter Windows 2000 eingeführt, muss dort nach der Service-Pack-Installation aber erst im System registriert werden und steht nur Administratoren zur Verfügung. Unter Windows XP steht sie standardmäßig zur Verfügung und kann für jede Anwendung einzeln festgelegt werden.

### Versionsabhängige Einschränkungen von NTFS-Funktionen in der Homevariante
Während die meisten Windowsversionen bisher lediglich das Laufwerksdateisystem FAT verwenden konnten, kommen nun für alle Anwender die bisher nur unter Windows NT/2000 bekannten Funktionen des NTFS-Dateisystems hinzu. Das sind beispielsweise Dateigrößen über 4 GB, Metadaten-Journaling, Datenträgerkontingente oder eine zuverlässigere und einfachere Datenträgerkomprimierung als DriveSpace (Windows 9x) bzw. Doublespace (DOS). Einige NTFS-Funktionen sind in der Homevariante allerdings nicht nutzbar, so etwa die Verschlüsselung und standardmäßig (d. h. ohne Fremdsoftware im laufenden Betrieb) die Vergabe von Dateizugriffsberechtigungen.

### Produktaktivierung
Um Software-Piraterie einzudämmen, verwendet Microsoft bei Windows XP erstmals das System der Produktaktivierung. Bei diesem Verfahren tauscht das Betriebssystem im Zuge der Installation bestimmte Daten mit Microsoft aus, bevor eine dauerhafte Verwendung gestattet wird. Die ausgetauschten Daten enthalten vor allem Informationen über die verwendete Hardware. Falls sich diese Daten ändern, zum Beispiel durch Austausch oder Erweiterung von Hardwarekomponenten, kann das Betriebssystem in einigen Fällen eine erneute Aktivierung verlangen.
Die übertragenen Daten enthalten nach Angaben Microsofts einen Hash-Wert der folgenden Merkmale in verschlüsselter Form:
- Name der Grafikkarte
- Name der SCSI-Karte
- Name der IDE-Karte
- Hardware-Adresse der Netzwerkkarte, MAC-Adresse
- Größe des Arbeitsspeichers (als Bereiche, wie 0–64 MB, 64–128 MB usw.)
- Prozessortyp
- Seriennummer des Prozessors
- Festplattenbezeichnung
- Seriennummer der Festplatte
- Seriennummer des CD-ROM-, CD-RW- oder DVD-ROM-Laufwerkes
- Installationsschlüssel (CD-Key)
- Ländercode

Später wurde bekannt, dass bei einer Aktivierung bestimmter Notebooks, deren Hardware nicht ohne weiteres geändert werden kann, nicht alle obengenannten Daten ausgetauscht werden. Für Kunden, Partner und Entwickler mit großem Installationsaufwand, welche oft automatisierte Installationsroutinen verwenden, gibt es für die erworbene Corporate Edition oder MSDN-Version einen firmenweiten Lizenzschlüssel, der keine weitere Produktaktivierung erforderlich macht. Wurde eine weite unerlaubte Verbreitung entdeckt, wurden diese Schlüssel im Zuge der Produktupdates gesperrt oder Online-Produktupdates verweigert.
Für die Umgehung der Aktivierung gibt und gab es Cracks, die geläufigsten sind:
- Das Hilfsprogramm „WPAKill“
- Übernahme der CD-Keys von Corporate Editions; große Teile wurden mit SP1 gesperrt, ein weiterer Teilbereich mit SP2
- Veränderung diverser Registry-Einträge
- Gewöhnliche CD-Keys, veröffentlicht auf Serialz-Webseiten
- Gepatchte DLLs; größtenteils mit SP1 und SP2 ausgesperrt

Microsoft versuchte außerdem, durch Studien zu belegen, wie transparent sich die Produktaktivierung verhält und wie sie funktioniert. Die deutsche TÜViT hat die Anonymität des Aktivierungsverfahrens „bestätigt“, wobei die TÜViT gerade an entscheidender Stelle nicht selbst nachprüfte, sondern den Angaben seines Auftraggebers Glauben geschenkt hat.
Ungültige Seriennummern werden beim Windows Update durch ein ActiveX-Programm namens Windows Genuine Advantage (WGA) zurückgewiesen. Da in alternativen Browsern kein ActiveX unterstützt wird, musste dazu in der Vergangenheit die ausführbare Datei GenuineCheck.exe heruntergeladen werden. Sie generierte eine Nummer, die im Download Center und bei Windows Updates eingegeben werden musste. Diese Nummer wurde aus der Seriennummer und einem Code errechnet, der in den Systemeigenschaften einzusehen ist. Diese Methode wurde von Softwarepiraten schnell geknackt, indem der windowseigene Kompatibilitätsmodus genutzt wurde. Dieses Verfahren wurde durch die ausführbare Datei legitcheck.hta ersetzt, die manuell heruntergeladen und ausgeführt werden muss. Mit ihr entfiel die manuelle Eingabe einer Nummer.

### Diverses
Die Windows-Firewall wurde neu eingeführt. Sie dient dem Schutz gegen Internetangriffe und wurde mit dem Service Pack 2 stark erweitert. Die Funktion „Schneller Benutzerwechsel“ erlaubt es nun, dass mehrere Benutzer gleichzeitig angemeldet sind. Zwischen diesen kann dann gewechselt werden, ohne dass Anwendungen geschlossen werden müssen. Windows XP ermöglicht mit der Remoteunterstützung die Fernwartung über Terminal Services (Remote Desktop Protocol). Die Möglichkeiten, das System per Kommandozeile zu verwalten, wurden vereinheitlicht und erweitert. Zudem wurde die Kantenglättung für Schriften (ClearType) eingeführt.
Die CD-ROM von Windows XP ist bootfähig, im Gegensatz zu Windows 2000 oder Windows 98 liegen keine Startdisketten bei. Sollte das System keine Möglichkeit bieten, von einer CD zu starten, können Abbilder eines Diskettensatzes, bestehend aus sechs Disketten, aus dem Internet heruntergeladen werden, um die Installation des Betriebssystems zu ermöglichen.

## Aufbau
Für Windows XP wurde das Windows-2000-System für Intel-Prozessoren als Grundlage übernommen. Es sollte aber darüber hinaus auch die alten MS-DOS-basierten Windows-Versionen ersetzen. Daher mussten Möglichkeiten geschaffen werden, weitere ältere, nicht unter Windows NT lauffähige Programme auszuführen.
| Win32-Anwendungen                                     | Win32-Anwendungen | Alte Anwendungen | DOS- Programme | Win16- Anwendungen | Spiele etc.     | Spiele etc.     | Spiele etc.   |
|                                                       | Andere DLLs | Kompatibilitäts- modus                                                                                                 | DOS- System | Windows on Windows |                 | DirectX         | DirectX       |
| Win32 Subsystem (kernel32.dll, user32.dll, gdi32.dll) | | | | |                 |                 |               |
| Systemdienste                                         | | | | |                 |                 |               |
| Ein-/Ausgabe- Manager (Dateisystem, Netzwerk)         | Objektmanager/Security Resource Manager/Processmanager Local Procedure Call Manager/Virtual Memory Manager Mikrokernel | Objektmanager/Security Resource Manager/Processmanager Local Procedure Call Manager/Virtual Memory Manager Mikrokernel | Objektmanager/Security Resource Manager/Processmanager Local Procedure Call Manager/Virtual Memory Manager Mikrokernel | Objektmanager/Security Resource Manager/Processmanager Local Procedure Call Manager/Virtual Memory Manager Mikrokernel | Window- Manager | Window- Manager |               |
| Gerätetreiber                                         | Hardware-Abstraktions-Schicht (HAL)                                                                                    | Hardware-Abstraktions-Schicht (HAL)                                                                                    | Hardware-Abstraktions-Schicht (HAL)                                                                                    | Hardware-Abstraktions-Schicht (HAL)                                                                                    | Grafiktreiber   | Grafiktreiber   | Grafiktreiber |
| Hardware (Prozessor(en), Speicher, Geräte)            | | | | |                 |                 |               |

Schichten unter Windows XP (vereinfacht)
Eine weitere Ergänzung ist ein Kompatibilitätsmodus genanntes Personality, der bei Bedarf Routinen aus älteren Systemen emuliert. Damit soll das Ausführen von Programmen ermöglicht werden, die an Vorgängerversionen angepasst wurden.
Andere Programme nehmen den vollen Speicherschutz von Windows in Anspruch. Das System ist daher vergleichsweise zuverlässig und, insbesondere im Vergleich mit Windows 98, stabil.
Windows XP formatiert Partitionen, wie schon Windows 2000, standardmäßig mit dem Dateisystem NTFS. Für große Festplatten kann die Verwaltung im Modus mit 48-bit-LBA aktiviert werden. Es kann auch mit FAT-Partitionen umgehen. Außerdem ist es möglich, im Setup die Schnellformatierung anzuwenden.

## Editionen

### Windows XP Home Edition

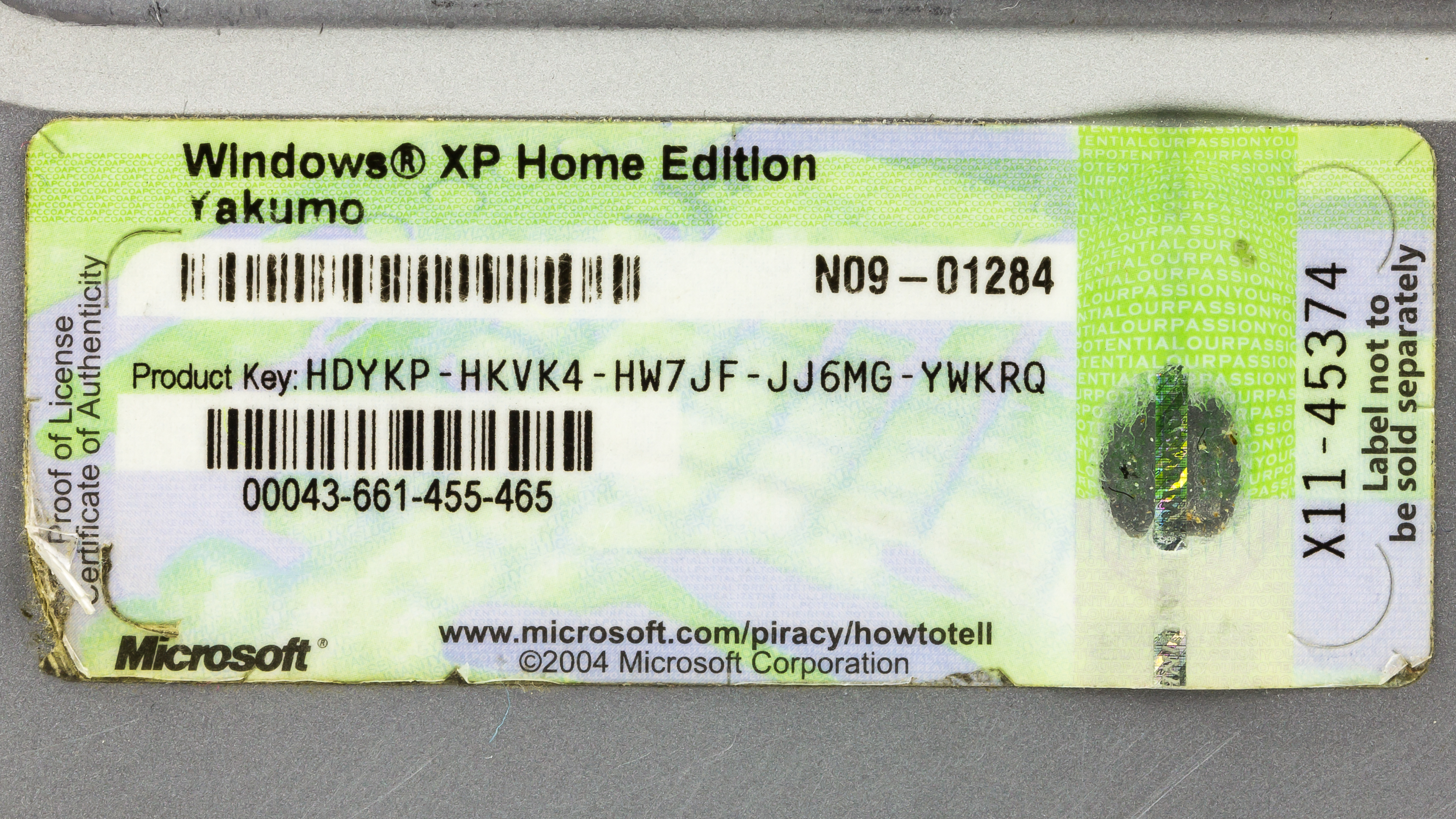
Zertifikatsaufkleber für eine Windows XP Home Edition – OEM-Version für Yakumo

Die Home Edition ist primär für den privaten Einsatz gedacht. Da mit Windows XP die Weiterentwicklung der DOS-basierenden „9x“-Systeme eingestellt wurde, tritt die Home Edition an ihre Stelle und wurde trotz der abweichenden technischen Basis als Nachfolger dieser Systeme beworben. Als solche fehlen ihr zahlreiche Funktionen, die nur in einer Firmenumgebung relevant sind. Im Gegenzug wurde z. B. die Verwendung des Kompatibilitätsmodus für Endanwender vereinfacht, der unter Windows 2000 (ab SP2) eingeführt wurde, aber Administratorrechte erforderte und standardmäßig deaktiviert war.
Die Home Edition kann keiner Domäne beitreten, ebenso fehlt der Remote-Desktop, die Gruppenrichtlinienverwaltung sowie die Möglichkeit, Zugriffsrechte über den Windows-Explorer zu setzen. Ebenso fehlt der Home Edition das verschlüsselte Dateisystem EFS. Das Programm NTBackup fehlt standardmäßig in der Home Edition, kann aber von der CD nachinstalliert werden. Außerdem sind der Internet Information Server und zahlreiche Administrationsprogramme in der Home Edition nicht verfügbar. Windows XP Home Edition unterstützt zudem nur einen einzigen Prozessor.

### Windows XP Professional Edition

Logo der Windows XP Professional Edition

Die Professional Edition tritt die direkte Nachfolge von Windows 2000 Professional an. Diese Version kann im Gegensatz zur Home Edition nicht nur von Windows 98 und Me, sondern auch von Windows NT 4.0 und Windows 2000 aktualisiert werden. Windows XP Professional unterstützt bis zu zwei Prozessoren. Die meisten anderen Versionen von Windows XP basieren auf der Professional Edition.

### Windows XP N
Im Zuge eines Verfahrens mit der Europäischen Kommission im März 2004, infolgedessen Microsoft zur Zahlung von 497 Millionen Euro verurteilt wurde, musste das Unternehmen zusätzlich eine Version von Windows XP ohne den Windows Media Player in den Handel bringen. Nach zähen Verhandlungen einigten sich Microsoft und die EU-Kommission auf den Namen Windows XP N. Da Microsoft den Preis für Windows XP N genauso hoch setzte wie für das normale Produkt, verzichteten die meisten Erstausrüster darauf, das Produkt in den Handel zu bringen, so dass es kaum verbreitet war.

### Windows XP K und KN
Nach einem Untersuchungsverfahren der südkoreanischen Kartellbehörde musste Microsoft die normalen Versionen von Windows XP vom Markt nehmen und zwei neue Versionen für den südkoreanischen Markt veröffentlichen: zum einen Windows XP K, welches zusätzlich Links zu Medienspielern und Instant Messengern von Drittanbietern enthält, und Windows XP KN, welches sowohl den Windows Media Player als auch den Windows Messenger nicht enthält.

### Windows XP Media Center Edition
Die Media Center Edition basiert ebenfalls auf der „Professional Edition“ und enthält spezifische Erweiterungen für auf multimediale Inhalte sowie deren Wiedergabe spezialisierte Computer, die in der Regel mit einer TV-Karte ausgestattet sind. Ein Merkmal ist die Möglichkeit der vereinfachten Bedienung durch die Darstellung auf einem normalen Fernsehapparat und die Steuerung mit einer Fernbedienung. Microsoft versuchte damit erstmals, die Lücke zwischen einem reinen Computer und einer Medienzentrale für das Wohnzimmer zu schließen. Windows XP Media Center Edition erfuhr 2003 die erste Aktualisierung, die letzte XP-Version ist die Media Center Edition 2005. Während die erste Version der Windows XP Media Center Edition nur im Paket mit entsprechenden Computern vertrieben und nicht als Einzelprodukt verfügbar war, sind die aktualisierten Fassungen auch einzeln über den Vertriebskanal System Builder zu erwerben. Seit der letzten Version können Endbenutzergeräte wie z. B. DVD-Recorder, die Xbox 360 von Microsoft und weitere über eine Netzwerkverbindung mit dem Betriebssystem kommunizieren. Dafür ist in diesen Endgeräten ein Windows XP Media Center Edition als „embedded Version“ oder eine zur Media Center Edition kompatible Benutzerschnittstelle implementiert.

### Windows XP Tablet PC Edition
Am 9. November 2002 erschien die Windows XP Tablet PC Edition. Damit erhoffte sich das Unternehmen, den seit Jahren produzierten, aber kaum erfolgreichen Tablet-PCs zum Durchbruch zu verhelfen. Dazu veröffentlichte Microsoft die Microsoft-Tablet-PC-Spezifikation, die bestimmte Kriterien an Tablet-PCs stellte, die mit dem neuen Betriebssystem ausgeliefert werden sollten. Das Betriebssystem selbst basiert auf Windows XP Professional mit integriertem Service Pack 1, enthält aber zusätzlich Funktionen zur Handschrifterkennung. Zusätzlich veröffentlichte Microsoft ein Add-on zur Integration von Office XP sowie zahlreiche Programmierschnittstellen, mit denen Entwickler die Stiftfunktionen in ihren eigenen Programmen nutzen konnten. Die Windows XP Tablet PC Edition war nicht im Handel erhältlich, sondern wurde nur mit passender Hardware verkauft; lediglich MSDN-Abonnenten und Volumenlizenzkunden konnten die Tablet PC Edition auch ohne Tablet erhalten.
Zusammen mit dem Service Pack 2 veröffentlichte Microsoft eine aktualisierte Version unter der Bezeichnung Windows XP Tablet PC Edition 2005. Besitzer der älteren Tablet PC Edition konnten kostenlos auf die neue Version aktualisieren, außerdem lag sie neuen Tablet-PCs bei. Die Tablet PC Edition 2005 bot hauptsächlich eine verbesserte Handschrifterkennung sowie eine Integration mit Office 2003. Die neue Version unterstützte das .NET Framework, so dass auch Managed Code für die Tablet PC Edition geschrieben werden konnte. Die Tablet PC Edition 2005 wurde schnell durch ein Speicherleck in den Stiftfunktionen bekannt, das dazu führen konnte, dass das Betriebssystem wegen fehlendem freiem Arbeitsspeicher unbenutzbar wurde.
Das Betriebssystem und die zugehörigen Tablet-PCs konnten sich kaum auf dem Markt durchsetzen. Vor allem aufgrund des hohen Preises und der schlechten Vermarktung war die Verbreitung auf wenige Nischen beschränkt. Bis 2005 wurden weltweit lediglich 650.000 Tablet-PCs verkauft.

### Windows XP Embedded
Windows XP Embedded wird primär im industriellen Umfeld, aber auch in medizinischen Geräten, Geldautomaten oder für Kassenterminals eingesetzt, seltener in Haushalts- und Unterhaltungselektronik oder in Voice-over-IP-Komponenten. Diese Version basiert ebenfalls auf der Professional Edition. Sie wurde noch bis Mitte 2019 unterstützt.

### Windows XP 64-Bit Edition
Die Windows XP 64-Bit Edition war eine spezielle Version von Windows XP für den Itanium-Prozessor. Sie erschien zeitgleich mit den 32-Bit-Versionen von Windows XP; bereits die ersten ausgelieferten Itanium-Prozessoren waren mit einer Vorversion von Windows XP ausgestattet, die von Microsoft offiziell unterstützt wurde. Der 64-Bit-Edition fehlten zahlreiche Funktionen des 32-Bit-Pendants, darunter der Windows Media Player, NetMeeting, sowie Unterstützung für alte DOS- und 16-Bit-Anwendungen, ansonsten war sie jedoch ein vollwertiges Betriebssystem, das bis zu 16 GB Arbeitsspeicher verwalten konnte.
Im März 2003 folgte zusammen mit der Veröffentlichung von Windows Server 2003 die neue Windows XP 64-Bit Edition Version 2003 für die neuen Itanium-2-Prozessoren. Nachdem als letzter Hersteller Hewlett-Packard im September 2004 die Auslieferung von Workstations mit Itanium-Prozessoren einstellte, beendete Microsoft im Januar 2005 die Unterstützung der Windows XP 64-Bit Edition. Insgesamt waren die Verkaufszahlen enttäuschend und die Windows XP 64-Bit Edition hatte praktisch keinerlei Verbreitung.

### Windows XP Professional x64 Edition
Die Windows XP „x64 Edition“ (Codename „Anvil“) ist eine Version, die ausschließlich für x86-Prozessoren mit AMD64- oder Intel-64-Erweiterung entwickelt wurde. Sie läuft nicht auf 64-Bit-Prozessoren anderer Architekturen (wie etwa der Itanium-Architektur „IA-64“) und ähnelt Windows XP Professional zwar, basiert aber auf dem Kernel von Windows Server 2003 und besitzt somit eine modernere Basis (NT 5.2). Die x64-Edition erschien am 25. April 2005. Im Zusammenspiel zwischen Prozessor und Betriebssystem kann auch eine konventionelle 32-Bit-Software – über den Windows on Windows 64-x86-Wrapper (WOW64) – ausgeführt werden. Somit müssen auszuführende Programme nicht als 64-Bit-Versionen vorliegen. Dieses Verfahren der x64-Prozessoren wird Mixed-Mode genannt – dem gleichzeitigen Ausführen von 64- und 32-Bit-Software auf einem Prozessor. Für die einwandfreie Funktion der Hardware werden 64-Bit-Gerätetreiber vorausgesetzt. Die Treiber werden in der Regel vom Hardwarehersteller für das Betriebssystem her- und bereitgestellt. Besonders zu beachten ist, dass sämtliche Programme auf 16-Bit-Basis unter Windows XP x64 nicht funktionieren, da der Betriebsmodus „Long Mode“ der x64-Architektur das nicht mehr unterstützt. Das betrifft alle Programme, die – teilweise oder ausschließlich – für MS-DOS oder Windows 3.x entwickelt worden sind.
Die Vorteile dieser 64-Bit Version gegenüber XP mit 32-Bit-Architektur sind:
- Bis zu 16 TiB virtueller Speicher (max. 4 GiB unter 32-Bit)
- Bis zu 512 TiB Auslagerungsdateien (max. 16 TiB unter 32-Bit)
- Bis zu 128 GiB Auslagerungsspeicher (max. 470 MiB unter 32-Bit)
- Bis zu 128 GiB Nicht-Auslagerungsspeicher (max. 256 MiB unter 32-Bit)
- Bis zu 1 TiB Systemcache (gegenüber max. 1 GiB unter 32-Bit)
- Bis zu 128 GiB Arbeitsspeicher (gegenüber 4 GiB RAM unter 32-Bit); bei mehr als 4 GiB ist jedoch der Ruhezustand nicht mehr nutzbar.[27]
- Speziell entwickelt für die Simultanverarbeitung von bis zu zwei 64-Bit-Prozessoren

Das letzte Service Pack für Windows XP Professional x64 ist das Service Pack 2 vom 12. März 2007, die Service Packs der Windows-XP-32-Bit-Editionen sind nicht mit der x64-Variante kompatibel.

### Windows XP Starter Edition
Am 11. August 2004 kündigte Microsoft die Starter Edition von Windows XP an. Diese Version sollte in Zusammenarbeit mit Erstausrüstern die Verbreitung von PCs mit Windows in Schwellenländern fördern. Zunächst startete das Projekt in Thailand, Malaysia, und Indonesien, später kamen noch weitere Länder wie Indien und Mexiko dazu.
Mit Preisen um die 30 US-Dollar war die Starter Edition weit günstiger als andere Versionen von Windows XP, dafür hatte sie einige einschneidende Einschränkungen. So lief das System ausschließlich auf den Prozessoren Intel Celeron, AMD Duron und AMD Sempron und verweigerte auf anderen Prozessoren den Dienst. Außerdem unterstützte diese Edition lediglich eine Bildschirmauflösung von 800×600 (außer man installierte zusätzliche Treiber, wie z. B. in VirtualBox die Guest Additions) und enthielt weder Netzwerkfunktionen noch Unterstützung für mehrere Benutzerkonten. Es konnten zudem lediglich drei Programme gleichzeitig ausgeführt werden.
Der Verkauf der Starter Edition kam in den Zielmärkten nur schleppend voran. Vor allem durch die in diesen Ländern weit verbreitete Produktpiraterie waren vollwertige Versionen von Windows XP für wenig Geld erhältlich, zumal die Starter Edition nicht im Handel erhältlich war und nur zusammen mit einem entsprechenden PC erworben werden konnte. Außerdem sah Microsoft keine Möglichkeit vor, die Starter Edition auf die Home oder Professional Edition zu aktualisieren.

### Windows Fundamentals for Legacy PCs
Windows Fundamentals for Legacy PCs (Windows FLP) ist ein Betriebssystem/Thin Client, das basierend auf Windows XP Embedded für ältere und weniger leistungsstarke PC optimiert wurde. Die Codenamen waren „Eiger“ und „Mönch“. Microsoft wollte mit dieser Version grundlegende Dienste auf älteren Computern zur Verfügung stellen. Es wurden viele Kerneldienste des Service Packs 2 für Windows XP übernommen, beispielsweise die Windows-Firewall, Gruppenrichtlinienverwaltung, automatische Aktualisierungen und andere Verwaltungssysteme. Es wurde speziell für Büroanwendungen und für die Fernverbindung (Remote Desktop) optimiert. Windows FLP kann leicht zu einer Diskless-Arbeitsstelle umgebaut werden. Diese Version wird ausschließlich an Kunden mit „Microsoft Software Assurance“ (Volumenlizenz) abgegeben.
Anders als in den vorherigen Windows-NT-Versionen gibt es keine Server-Variante von Windows XP. Die Serverprodukte zu Windows XP sind in der separaten Windows-Server-2003-Produktfamilie zusammengefasst. Die einzelnen Server-Versionen gliedern sich dabei in Standard Edition, Enterprise Edition, Datacenter Edition, Web Edition und Small Business Server, wobei die Datacenter Edition ausschließlich als OEM-Lizenz (Lizenz für Kunden von Erstausrüstern) in Verbindung mit entsprechender Hardware erhältlich ist.

## Support und Aktualisierung
Microsoft bietet mit der Herausgabe seiner Produkte wie Windows XP befristeten Support an. Bei der Befristung wird nach dem Anwender (z. B. Privatanwender) und nach Phasen unterschieden. Microsoft unterscheidet zwei Phasen: den bis zu zwei- oder fünfjährigen Mainstream Support und den darauffolgenden, bis zu fünfjährigen Extended Support. Aktualisierungen wurden nach bestimmten Zeitabständen zusammengefasst und als Service Pack bereitgestellt. Diese Service Packs enthielten teilweise auch neue Funktionen, wie beispielsweise die verbesserte Firewall im Service Pack 2. Microsoft stellte für Windows XP bisher drei Service Packs zur Verfügung. Mit dem 14. April 2009 ging die Produktunterstützung von Windows XP vom Mainstream- in den Extended Support über. Dieser Supportzyklus beinhaltete Aktualisierungen, die bis zum 8. April 2014 erfolgten. In dieser Phase wurden keine neuen Funktionen mehr geliefert, sondern ausschließlich Sicherheitslücken behoben. Bei der Aktualisierung konnte zwischen automatischer und manueller Installation unterschieden werden. Für Geschäftskunden wurden auch nach April 2009 kostenpflichtige Serviceverträge (Support für Fehlerbehebungen) angeboten. Die Aktualisierung der Signaturen für Schadprogramme erfolgte noch bis Juli 2015, wodurch die Rechner noch gegen bestimmte Angriffe geschützt werden konnten, allerdings keine vollständige Sicherheit hergestellt werden konnte.

### Aktualisierungen von Windows XP Home und Professional für x86-Prozessoren
| Titel                  | Datum              | Supportende      | Bemerkungen                         |
| ---------------------- | ------------------ | ---------------- | ----------------------------------- |
| RTM                    | 25. Oktober 2001   | 30. August 2005  |                                     |
| Service Pack 1 (SP1)   | 30. August 2002    | 10. Oktober 2006 |                                     |
| Service Pack 1a (SP1a) | 3. Februar 2003    | 10. Oktober 2006 | Entfernung der Java Virtual Machine |
| Service Pack 2 (SP2)   | 17. September 2004 | 13. Juli 2010    | Schwerpunkt auf Systemsicherheit    |
| Service Pack 3 (SP3)   | 21. April 2008     | 8. April 2014    |                                     |

### Hotfixes
Wie bei Computersystemen üblich, werden häufig Sicherheitslücken und Fehler entdeckt, die oft schon kurz nach dem Bekanntwerden von Angreifern direkt (z. B. Cracker) oder indirekt (z. B. Virenprogrammierer) ausgenutzt werden, um anfällige Systeme für eigene Zwecke zu missbrauchen, anderweitig zu manipulieren oder außer Funktion zu setzen.
Um Benutzern das Installieren entsprechender Sicherheitsaktualisierungen zu erleichtern, stellt Microsoft seit Windows 98 eine Funktion zur automatischen Aktualisierung per Internet zur Verfügung. Das erweitert die bisherige Strategie der Verbreitung von Service Packs und Hotfixes durch manuelles Herunterladen. Der automatische Prozess erleichtert die Verteilung entsprechender Aktualisierungen und erhöht so Verbreitungsgeschwindigkeit und -grad von Updates. Er kann in vier Stufen angepasst werden (Bestätigung des Downloads, Bestätigung der Installation, vollautomatisch oder deaktiviert).
Die Updates können aber auch zwangsweise eingespielt und aktiviert werden, denn die konfigurierbaren Update-Stufen gelten nicht für den Update-Dienst selbst, was viele Benutzer überrascht. Das Gleiche gilt nach den Lizenzbedingungen für die integrierte Digitale Rechteverwaltung.

### Service Pack 1
Das Service Pack 1 für Windows XP, das vor allem alle bis dahin veröffentlichten Sicherheitspatches in einem einzelnen Paket vereinte, wurde am 9. September 2002 veröffentlicht. Hardwareseitig kamen der standardmäßige Support von Festplattengrößen jenseits von 137 GB sowie die uneingeschränkte Nutzung der USB-2.0-Schnittstelle hinzu.
Microsofts Unterstützung für Windows XP mit SP1 oder SP1a lief zum 10. Oktober 2006 aus. Seit diesem Datum liefert Microsoft für Windows XP mit Service Pack 1 keinerlei Sicherheitsaktualisierungen mehr aus.

### Service Pack 2
Das Service Pack 2 wurde am 9. August 2004 öffentlich verfügbar gemacht und zielte vor allem auf eine verbesserte Systemsicherheit ab. Ursprünglich sollte das Service Pack 2 schon im Juni 2004 von Microsoft herausgegeben werden, es stellte sich aber heraus, dass noch einige Fehler zu beheben waren, was die Veröffentlichung um zwei Monate verzögerte. Zum ersten Mal fügte Microsoft mit einem Service Pack Windows XP neue Funktionen hinzu, wie etwa eine überarbeitete Windows-Firewall, die Unterstützung für die Datenausführungsverhinderung, mehr Software zur Unterstützung drahtloser Netze und einen Pop-up-Blocker für den Internet Explorer 6.0, der nach dem Aufspielen des Service Packs ebenfalls aktualisiert wird und in der Version 6.0 SP2 vorliegt. Durch das neu hinzugekommene Sicherheitscenter können eine Vielzahl von Personal Firewalls und Antivirenprogrammen überwacht werden, indem Hersteller dieser Programme die mit diesem Service Pack neu eingeführten APIs benützten, und die Funktion „automatische Updates“ eingerichtet wird. Microsoft unterstützte das Service Pack 2 bis zum 13. Juli 2010.

### Service Pack 3
Das Service Pack 3, das zugleich das letzte für Windows XP ist, sollte am 29. April 2008 veröffentlicht werden. Es gab jedoch ein Kompatibilitätsproblem mit Microsofts Dynamics Retail Management System (RMS), so dass es erst am 6. Mai über das Microsoft Download Center und Windows Update verfügbar wurde. Die Nutzer von Microsofts kostenpflichtigem MSDN sowie Nutzer mit Volumenlizenzverträgen hatten schon vorab die Möglichkeit, sich das Service Pack 3 herunterzuladen.
Bei der 313 MB umfassenden Aktualisierungsdatei handelt es sich um eine Sammlung aller Software-Aktualisierungen und Fehlerbereinigungen, die seit dem Erscheinen von Windows XP veröffentlicht wurden. (Bei Download über Windows Update hat das Service Pack eine geringere Größe, da ausschließlich für die laufende Windows-Version benötigte Dateien heruntergeladen werden müssen.) Aus Support-Gründen lässt sich das SP3 nur installieren, wenn mindestens das Service Pack 1 bereits zuvor installiert wurde; die Slipstream-Integration in eine Installationsquelle ist dagegen in jedem Fall möglich. Zusätzlich zu den Aktualisierungen beinhaltet das Service Pack 3 auch einige weitere aktualisierte Programme wie den Background Intelligent Transfer Service (BITS) 2.5, Windows Installer 3.1, Management-Console (MMC) 3.0 und die Core XML Services 6.0. Programmaktualisierungen des Internet Explorers 7 und Media Players sind nicht enthalten. Das Update erlaubt die Verwendung von Windows XP als Gastsystem in Microsofts Virtualisierungssystem Hyper-V. Ebenfalls enthalten ist eine Clientkomponente für das von Windows Server 2008 bereitgestellte NAP-System.
Weiterhin wird nun die Erkennung von „Black-Hole“-Routern unterstützt. Das Sicherheits-Center wartet zusätzlich mit besseren Beschreibungen auf und es wurde ein Windows-Kryptographie-Modul (FIPS) implementiert, das im Kernel-Modus läuft.
Nach der Installation des Service Packs 3 verschwindet die Möglichkeit, die Adress-Symbolleiste in die Taskbar einzubinden. Microsoft sah sich nach eigenen Angaben zu diesem Schritt gezwungen, da regulierende Behörden das gefordert hätten. Microsoft empfiehlt, auf die Windows Desktop Search umzusteigen.

### Support-Lifecycle
Nachdem Microsoft den Extended-Support-Zeitraum für Windows XP im Jahr 2007 bis zum April 2014 verlängert hatte, endete er nach 13 Jahren am 8. April 2014 endgültig mit Ausnahme der Embedded-Versionen, bei denen der Extended-Support am 12. Januar 2016 endete. Microsoft wies darauf hin, dass es nach diesem Termin keinerlei Sicherheitsaktualisierungen und technischen Support mehr gibt. Für Großkunden mit einem gesonderten, kostenpflichtigen Supportvertrag hatte Microsoft jedoch auch über dieses Datum hinaus für eine begrenzte Zeit Aktualisierungen zur Verfügung gestellt. Da ein Jahr vor dem Supportende laut Netapplication der Marktanteil von Windows XP noch immer über 38 % lag, hatte Microsoft die Get2Modern-Kampagne ins Leben gerufen, die kleine und mittlere Unternehmen dabei unterstützen sollte, auf Windows 7 oder Windows 8 umzusteigen.
Mitte Januar 2014 gab der Konzern bekannt, dass die Microsoft Security Essentials, die System Center Endpoint Protection, sowie Forefront Client Security, Forefront Endpoint Protection und Windows Intune auch nach dem XP-Supportende am 8. April 2014 mit Updates versorgt werden. Dieser Teil-Support wurde bis zum 14. Juli 2015 aufrechterhalten.
Am 2. Mai 2014 veröffentlichte Microsoft trotz ausgelaufenem Support-Lifecyle ein weiteres Sicherheitsupdate für Windows XP. Microsoft begründete das mit der zeitlichen Nähe zum Supportende.
Nach dem Supportende kursierte im Internet eine Beschreibung für eine Modifikation an der Registrierungsdatenbank, durch die man über das Supportende hinaus Updates für Windows XP via Windows Update erhalten konnte. Durch diese Änderung identifizierte sich das System als Windows Embedded POSReady 2009, ein auf Windows XP basierendes Kassenbetriebssystem, dessen Support-Lifecycle am 9. April 2019 endete. Microsoft rät jedoch von dieser Modifikation ab, da diese Updates nicht für Windows XP entwickelt und getestet wurden.
Aufgrund eines schwerwiegenden Cyber-Angriffs auf ungepatchte Windows-Systeme im Mai 2017 mit dem Schadprogramm WannaCry, welches eine Sicherheitslücke in der Implementierung des SMB-Protokolls zur wurmartigen Verbreitung ausnutzte, veröffentlichte Microsoft am 12. Mai 2017 ein weiteres, außerplanmäßiges Sicherheitsupdate für Windows XP unter der Bezeichnung KB4012598. Ein weiteres außerplanmäßiges Update wurde von Microsoft im Juni 2017 unter der Bezeichnung KB4012583 veröffentlicht.
Um eine ähnlich wurmartige Verbreitung wie Wannacry zu verhindern, hat Microsoft im Mai 2019 einen Fehler in den Remotedesktopdiensten, der die Ausführung von Remotecode erlaubt, gepatcht.

### Inoffizielle Service Packs
Einige Nutzergruppen stellen die öffentlich verfügbaren Systemaktualisierungen (z. B. Sicherheitsaktualisierungen) gebündelt als sogenannte inoffizielle Service Packs zur Verfügung. Die Verwendung dieser inoffiziellen Service Packs wird von Microsoft nicht unterstützt und birgt – vor allem bei unseriösen Downloadquellen – die Gefahr einer Infektion mit Schadprogrammen.

## Administrator-Benutzer-Kontext
Verwendet ein Benutzer standardmäßig ein uneingeschränktes Benutzerkonto, so werden alle Programme im Sicherheitskontext eines Administratorkontos ausgeführt. Damit hat auch Schadsoftware (Viren, Würmer, Trojaner, Spyware, Adware usw.) alle Möglichkeiten, Veränderungen am System vorzunehmen. Oftmals werden diese Veränderungen so umgesetzt, dass der Anwender des befallenen Computers diese zunächst nicht bemerkt (z. B. wird eine Schadsoftware als Systemdienst eingerichtet und dann automatisch ständig ausgeführt).
Zur Lösung dieses Problems bietet Windows XP die Möglichkeit, den Computer standardmäßig mit einem eingeschränkten Benutzerkonto zu verwenden.
Zur Markteinführung von Windows XP waren viele Programme nicht an Windows-NT-Systeme angepasst, sie waren von Konzept und Realisierung her nur auf die nun beendete Windows-9x-Linie abgestimmt. Daher funktionierten sie oft nicht richtig, wenn der angemeldete Anwender nicht alle Administrator-Berechtigungen hatte. Später entwickelte Programme ließen sich dagegen auch vollständig mit einem „eingeschränkten Benutzerkonto“ benutzen. Für die systemweite Installation von Programmen ist ein Administratorkonto notwendig, da besondere Berechtigungen nötig sind, wenn Teile des Betriebssystems, dessen Konfiguration oder Einstellungen anderer Benutzer modifiziert werden. Auf Administratorrechte kann bei der Installation eines Programms nur verzichtet werden, wenn das Programm ausschließlich für das Benutzerprofil des angemeldeten Benutzers installiert wird. Unter Windows XP (auch Windows 2000 und Windows NT) können sehr detaillierte Berechtigungen auf Dateien und weitere Systemobjekte (z. B. Registry-Schlüsseln, Pipes etc.) vergeben werden.
Neben älteren Spielen betraf diese Problematik weitere Programme, die nicht nur für den privaten Gebrauch vorgesehen waren.

## Kritik
Wie andere Microsoft-Produkte steht auch Windows XP unter der Kritik, durch den Kauf werde ein „Quasi-Monopolist“ unterstützt. Tatsächlich ist die Dominanz von Windows auf dem Heimcomputer-Betriebssystem-Markt unübersehbar, so erfordern viele Anwendungsgebiete Microsoft-Produkte und der Einsatz von Windows XP oder anderer Windows-Betriebssysteme ist dort – zumindest sekundär – zwingend.
Gerade Windows XP integrierte viele Anwendungen, die bisher durch andere Anbieter bereitgestellt worden waren, und wurde dafür stark kritisiert und teilweise streng beobachtet. Solche Anwendungen sind zum Beispiel Mediaplayer (Windows Media Player), Instant Messenger (Windows Messenger) oder die enge Bindung an das Microsoft-Passport-Netzwerk, das in der Fachwelt teilweise als ein Sicherheitsrisiko und eine potentielle Bedrohung der Privatsphäre angesehen wird. Das wird ebenso als eine Fortführung von Microsofts traditionell wettbewerbsbeschränkendem Verhalten angesehen.
Obwohl die jüngste Kritik vor allem diese drei Programme im Blick hatte, waren auch in früheren Windows-Versionen – beispielsweise Windows 95 – schon Komponenten so in das System integriert, dass sie mit herkömmlichen Mitteln nicht mehr trennbar waren (Unmöglichkeit der Deinstallation) und laut Microsoft auch überhaupt nicht mehr getrennt werden konnten. Vor allem der Webbrowser (Internet Explorer, siehe auch Browserkrieg) fiel dabei oft in Kritik, aber auch der graphische Dateimanager (Windows Explorer) oder der TCP/IP-Stack.
Microsoft argumentiert zudem, dass solche Systemwerkzeuge nicht mehr Spezialanforderungen bedienen, sondern in den Bereich allgemeinen Interesses gerückt seien und damit ihre Existenzberechtigung als allgemeine Komponenten des Betriebssystems verdienen würden. Als Bestätigung dieser Auffassung findet sich zudem fast kein anderes Betriebssystem, das nicht ebenfalls Systemwerkzeuge integriert hat.
Ebenso werden Neuentwicklungen für Windows von Microsoft teilweise nur für neuere Windows-Betriebssysteme verfügbar gemacht, obwohl diese technisch auch für ältere Windows-Versionen möglich wären, zum Beispiel DirectX oder die .Net-Framework-Laufzeitumgebung. Andererseits gibt es keinen Hersteller von Betriebssystemen, der Ergänzungen und Erweiterungen stets für alle älteren Versionen herausgibt.
Microsoft erfüllte manchmal nur notdürftig Gerichtsanordnungen bezüglich gebündelter Software durch Veröffentlichung von speziellen Downgrades oder Versionen ohne den betreffenden Software-Teil. Es wird dabei kritisiert, dass Microsoft diese Komponenten häufig nicht vollständig entfernt habe, auch wenn das technisch möglich gewesen wäre. Microsoft rechtfertigte diesen Schritt mit der Tatsache, dass Schlüsselfunktionen von Windows von dieser Software abhängen würden, so das HTML-Hilfesystem oder der Windows-Desktop.
Ein weiterer Kritikpunkt an Windows XP und seinen Komponenten ist die Übermittlung von Daten an Microsoft. Windows XP sendet regelmäßig Daten an Microsoft. Laut Microsoft handelt es sich dabei um Daten, deren Art veröffentlicht ist, Kritiker bezweifeln das jedoch. Keine Studie überprüfte bisher, welchen Inhalt diese in verschlüsselter Form übertragenen Datenpakete tatsächlich haben. Kritiker befürchten, dass kaum nur die Daten übermittelt werden, die Microsoft offiziell angibt; dafür seien die Pakete nach der Meinung mancher zu groß. Gegen eine Darstellung des Spiegels und des Heise-Verlags im Jahre 2002, dass beispielsweise der Windows Media Player die genutzten Medieninhalte an Microsoft-Server übermittle, protestierte Microsoft nicht öffentlich.
Windows XP wurde seit seinem Erscheinen häufig mit dem freien Betriebssystem Linux verglichen. Es wurde argumentiert, dass die Anforderungen an die Hardware zu hoch und die von Microsoft herausgegebenen Mindestanforderungen unrealistisch für ein produktives Arbeiten seien. Ein paar Jahre später hatte die Hardware-Entwicklung diese Aussage eingeholt, da auch preisgünstige Rechner genügend Leistung brachten. Tatsächlich wurde neben Linux auch Windows XP auf vielen Netbooks eingesetzt, auf denen der Windows-XP-Nachfolger Vista wegen dessen höherer Hardware-Anforderung nicht brauchbar gewesen wäre. Obwohl Windows Vista das aktuelle Windows-Betriebssystem war, verkaufte Microsoft ein besonders günstiges Windows XP speziell für Netbooks bis mindestens 2009. Erst dann waren einerseits etwas bessere Netbooks und andererseits mit Windows 7 Starter eine günstige Windows-Version auch für Netbooks verfügbar.
Da die SATA-Schnittstelle bei der Produkteinführung noch sehr neu war, enthält die Installations-CD noch keine generischen Treiber für diese Controller. Durch das Einstellen des IDE-Modus für den SATA-Controller im BIOS lässt sich Windows XP auch ohne SATA-Treiber installieren und bietet praktisch die gleiche Performance wie über den AHCI-Modus. Wenn das BIOS des Rechners keinen Modus für IDE-Kompatibilität bietet, kann auf die zur Installation vorgesehene Festplatte nicht ohne Weiteres zugegriffen werden. Wie bei anderen speziellen (SCSI, RAID) oder neuen Kontrollern kann man den benötigten Treiber mit einer Diskette – und nur mit dieser – während der Installation zur Verfügung stellen. Viele neue Computer verzichten aber auf ein Diskettenlaufwerk und eine Routine für einen CD-Wechsel oder das Laden über USB ist nicht vorgesehen. Es muss daher entweder ein Diskettenlaufwerk nachgekauft oder eine eigens angepasste Installations-CD erstellt werden.

## Systemvoraussetzungen
Die Systemvoraussetzungen für Windows XP Home und Professional Edition werden wie folgt angegeben:
|                            | Minimale Voraussetzungen                                                    | Empfohlene Voraussetzungen                                                  |
| -------------------------- | --------------------------------------------------------------------------- | --------------------------------------------------------------------------- |
| Prozessor                  | Pentium 233 MHz                                                             | Pentium 300 MHz oder höher                                                  |
| Arbeitsspeicher            | 64 MB RAM                                                                   | 128 MB RAM oder höher                                                       |
| Grafikkarte und Monitor    | Super VGA (800 × 600 Pixel) oder höher                                      | Super VGA (800 × 600 Pixel) oder höher                                      |
| freier Festplattenspeicher | 1,5 GB oder höher (zusätzlich maximal 1765 MB für die Installation von SP3) | 1,5 GB oder höher (zusätzlich maximal 1765 MB für die Installation von SP3) |
| Laufwerke                  | CD-ROM-Laufwerk oder DVD-Laufwerk                                           | CD-ROM-Laufwerk oder DVD-Laufwerk                                           |
| Eingabegeräte              | Tastatur, Maus oder kompatibles Zeigegerät                                  | Tastatur, Maus oder kompatibles Zeigegerät                                  |
| Sound                      | Soundkarte, Lautsprecher oder Kopfhörer                                     | Soundkarte, Lautsprecher oder Kopfhörer                                     |

Dabei ist zu beachten, dass diese Voraussetzungen für eine grundlegende Installation ohne zusätzliche Programme und sonstige Patches und auf Festplatten von maximal etwa 2 TB gelten.

### Einsatz von Festplatten über 2 TB
Seit etwa 2010 werden auch für den nicht-professionellen Einsatz in zunehmendem Umfang Festplatten von mehr als 2 Tebibyte (TiB) Gesamtgröße angeboten. Deren Partitionen können nicht mehr durch den seit der Einführung von DOS üblichen Master Boot Record (MBR) verwaltet werden, sondern das erfolgt beispielsweise durch eine GUID Partition Table (GPT). Microsoft verweist darauf, dass dann je nach Version von Windows XP Einschränkungen sowohl hinsichtlich der Installierbarkeit des Systems als auch hinsichtlich der Nutzbarkeit der Kapazität gelten. Einschränkungen gelten laut Microsoft je nach Version von Windows XP auch für Festplatten, bei denen – unabhängig von der Größe des gesamten Mediums – die physische Größe der Sektoren nicht 512 Bytes, sondern beispielsweise 4 Kibibyte (KiB) beträgt. Software-Anpassungen an 4 KiB-Sektoren-Platten gibt es durch Microsoft nur für Windows 7 und jüngere Betriebssysteme. Daher wird die Kompatibilität solcher Platten mit Sektoren von mehr als 512 Bytes unter Windows XP herstellerseitig entweder (unabhängig vom Nutzer) mit besonderer Firmware oder (vom Nutzer anzuwenden) mit Anpassungs-Programmen (beispielsweise für Platten von Western Digital) erreicht.

## Nutzung
Messungen des tatsächlichen Nutzungsanteils eines Betriebssystems sind schwierig, so dass verschiedene Erhebungen deutlich unterschiedliche Ergebnisse liefern können. Laut der StatCounter, welches Webzugriffe analysiert, sei XP bis 2011 das am meisten eingesetzte Betriebssystem gewesen, ehe es im Laufe des Jahres 2011 von Windows 7 überholt worden sei. Auswertungen von Net Applications, das ebenfalls Webzugriffe analysiert, ergaben, dass Windows XP noch bis September 2012 das führende Betriebssystem gewesen sei. Gemäß StatCounter sollen 2021 noch über 50 % der PCs in Armenien unter Windows XP gelaufen sein.
Geplant wollte Microsoft die Auslieferung im Januar 2008 beenden, da aber der Nachfolger Vista viel zu hohe Hardwareanforderungen an preisgünstige und mobile Rechner stellte, verschob der Konzern sein Aus bis zum 30. Juni 2008. Für Subnotebooks und Netbooks wurde Windows XP sogar bis 2010 ausgeliefert, um dieses Marktsegment – trotz schlankerem Windows 7 ab 2009 – nicht an Konkurrenten zu verlieren. Erst später konnten viele Subnotebooks und Netbooks mit Windows 8, welches ähnliche Hardwareanforderungen wie das fünf Jahre ältere Vista hat, ausgeliefert werden.

## Öffentlicher Quellcode
Der 2020 auf 4chan geleakte Quellcode von Teilen von Windows XP stammt zwar aus einer dubiosen Quelle, doch viele Experten schätzen ihn als echt ein.